# CutieCrewZ
CutieCrewZ（キューティークルーズ）は、2014年から2016年にかけて活動した 日本の女性アイドルグループ。旧名 CutieCrew（キューティクル）。所属事務所は Aircraft Carrier（エアクラフトキャリアー）。

## 特徴
あさみ、さやな、あいり によるアクティブ・パフォーマンスアイドルユニット。
キャラクターの特徴はライブMC時、ボケがさやな、ツッコミがあさみ、マイク外して傍観があいり。

## メンバー
| 名前       | よみ            | 生年月日      | 出身地   | メンバーカラー |
| ---------- | --------------- | ------------- | -------- | -------------- |
| 葛城あさみ | かつらぎ あさみ | 1993年9月5日  | 千葉県   | ピンク         |
| 利根さやな | とね さやな     | 1994年3月24日 | 神奈川県 | 黄色           |
| 若葉あいり | わかば あいり   | 1994年6月9日  | 岡山県   | 水色           |

### 元メンバー
| 名前       | よみ          | 生年月日 | 出身地 | メンバーカラー |
| ---------- | ------------- | -------- | ------ | -------------- |
| 佐藤あかり | さとう あかり |          |        | 水色           |
| みゆう     | みゆう        |          |        | オレンジ       |

## 来歴

### 2014年
- 8月30日 - 葛城あさみ、利根さやな、佐藤あかり、青葉まりなで CutieCrew（キューティクル）として結成
- 9月4日 - 青葉がお披露目前に脱退
- 9月9日 - 葛城、利根、佐藤の3人で池袋ブラックホールにてお披露目

### 2015年
- 4月24日 - 若葉あいりとみゆうが研修生として加入。2015年5月3日にTwinBox AKIHABARAでお披露目。
- 5月8日 - 佐藤が卒業[1]
- 7月10日 - みゆうが脱退[2]
- 8月7日
  - 「Twinkle Little Star」発売
  - ユニット名を CutieCrew から CutieCrewZ（キューティークルーズ）に改名[3]
- 10月7日 - 「Glory Days」発売
- 12月5日 -  昭和と平井の合同誕生日会（新宿レッドノーズ）- あさみと平井のコラボ有り
- 12月16日 -  mindcircusラスト2回SP1コインライブアイドイベントえびすまつりvol.274（渋谷 RUIDO K2）
- 12月20日 - 中野坂上 S.U.B TOKYO
- 12月21日 - 道玄坂のぼり隊定期公演（TwinBox AKIHABARA）
- 12月25日 - アイドル放課後プロジェクト 特別編（中野坂上 S.U.B TOKYO）
- 12月30日
  - 神楽坂TRUSH UP!
  - CutieCrewZ×mindcircus2マンライブ（恵比寿club aim）

### 2016年
- 1月9日 - もちフェス！！新年会（中野坂上S.U.B TOKYO）1部・2部 - 1部終わりに餅つき
- 1月11日 - EBISU GIRLS PARADE（恵比寿club aim）
- 1月11日 - Airi presents CutieCrewZ月例主催（恵比寿club ai）- あいり＆KOTOMIコラボ有り
- 1月14日 - LOVE MAX LIVE！（池袋ブラックホール）
- 1月23日 - ミュージック☆エクスプレスpresents ～品川アイドル祭 vol.14　～（J-SQUARE SHINAGAWA）
- 1月25日 - 無期限活動休止を発表[4]
- 1月26日 - act?eve 卒業公演～Graduation～（西新宿 I LOVE TOKYO）
- 1月30日 - CutieCrewZ・CD購入特典クッキングオフ会（東中野セルフキッチン）
- 1月30日 - CutieCrewZ撮影会 （大久保 Studio Govie）
- 2月7日 -  Loveme Kissme初主催ライブ『甘い甘いチョコレイト』（秋葉原CLUB GOODMAN）
- 2月9日 - 『SHIBUYA DESEO Presents SHIBUYA IDOL PROJECT』（渋谷DESEO）
- 2月12日 - Asami presents CutieCrewZ月例主催（恵比寿club aim）
- 2月14日 - アキバアイドルフェスティバルinCypher（秋葉原Cypher）- 物販でチョコ配布
- 2月20日 - モーモーリストランテ ラストライブ（秋葉原SIXTEEN）- あさみ欠席
- 2月23日 - LOVE MAX LIVE！（渋谷O-nest）
- 3月4日 -  CutieCrewZ活動休止公演（恵比寿club aim）- この公演をもって無期限活動休止

### 2018年
- 3月24日 - 利根さやな1stワンマンライブ（恵比寿club aim）にて1日限りの復活

## 作品

### 楽曲一覧
- 「Twinkle Little Star」- 2015年8月7日
- 「Glory Days」- 2015年10月7日
- 「my melody」
- 「正義のヒーロー」
- 「ヒカリへ」
- スキちゃん（カバー）
- 有頂天LOVE（カバー）